# محافظة لشبونة

محافظة لشبونة

محافظة لشبونة (بالبرتغالية: Distrito de Lisboa‏) هي محافظة تقع في وسط البرتغال. مساحتها 2,800 كيلومترا مربعا ويقطنها نحو 2,135,992 نسمة مركز المحافظة هي مدينة لشبونة. تتبع محافظة لشبونة 16 مقاطعة.